# Arctostaphylos patula
Arctostaphylos patula är en ljungväxtart som beskrevs av Edward Lee Greene. Arctostaphylos patula ingår i släktet mjölonsläktet, och familjen ljungväxter. Inga underarter finns listade i Catalogue of Life.

## Bildgalleri

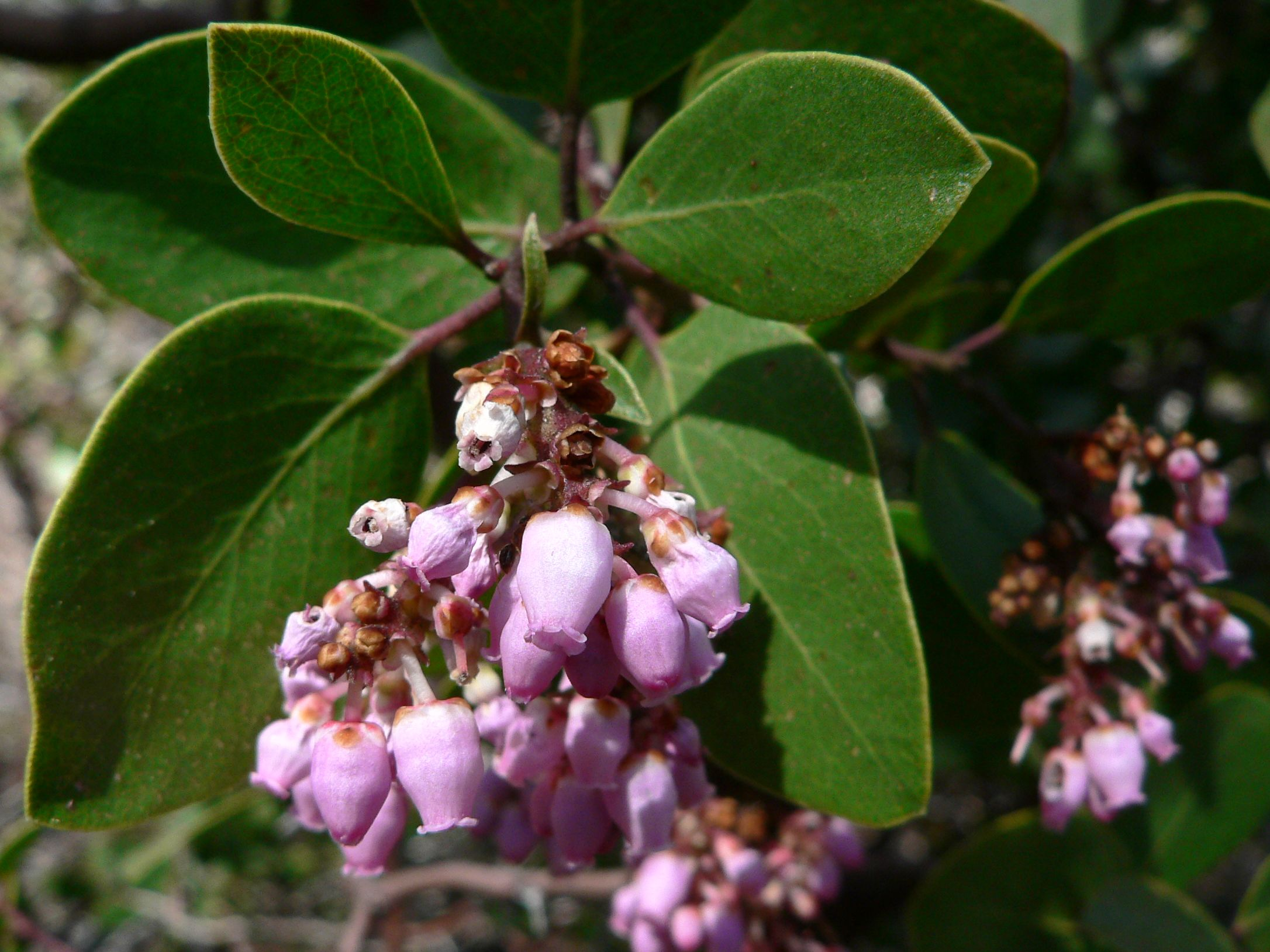
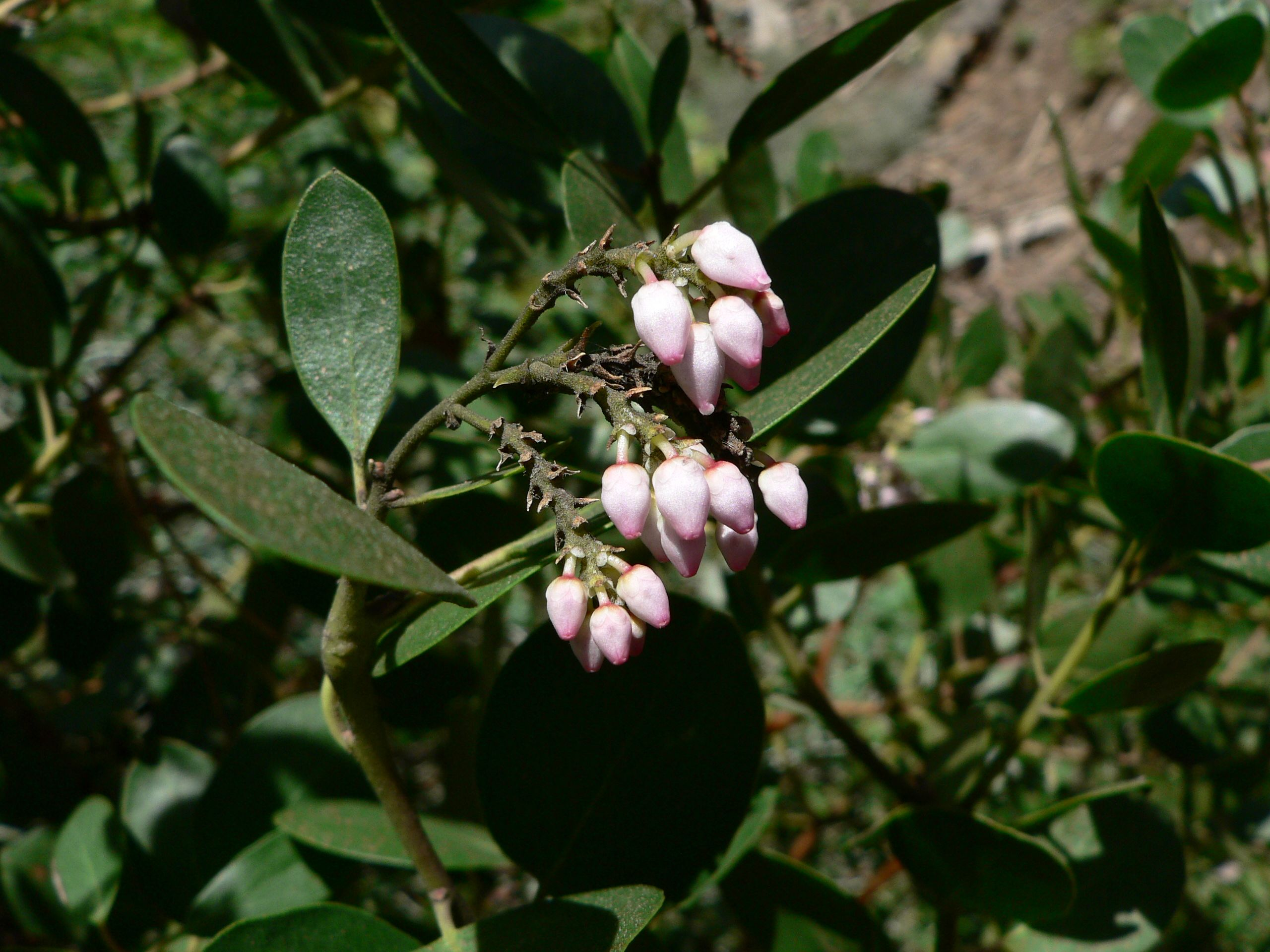
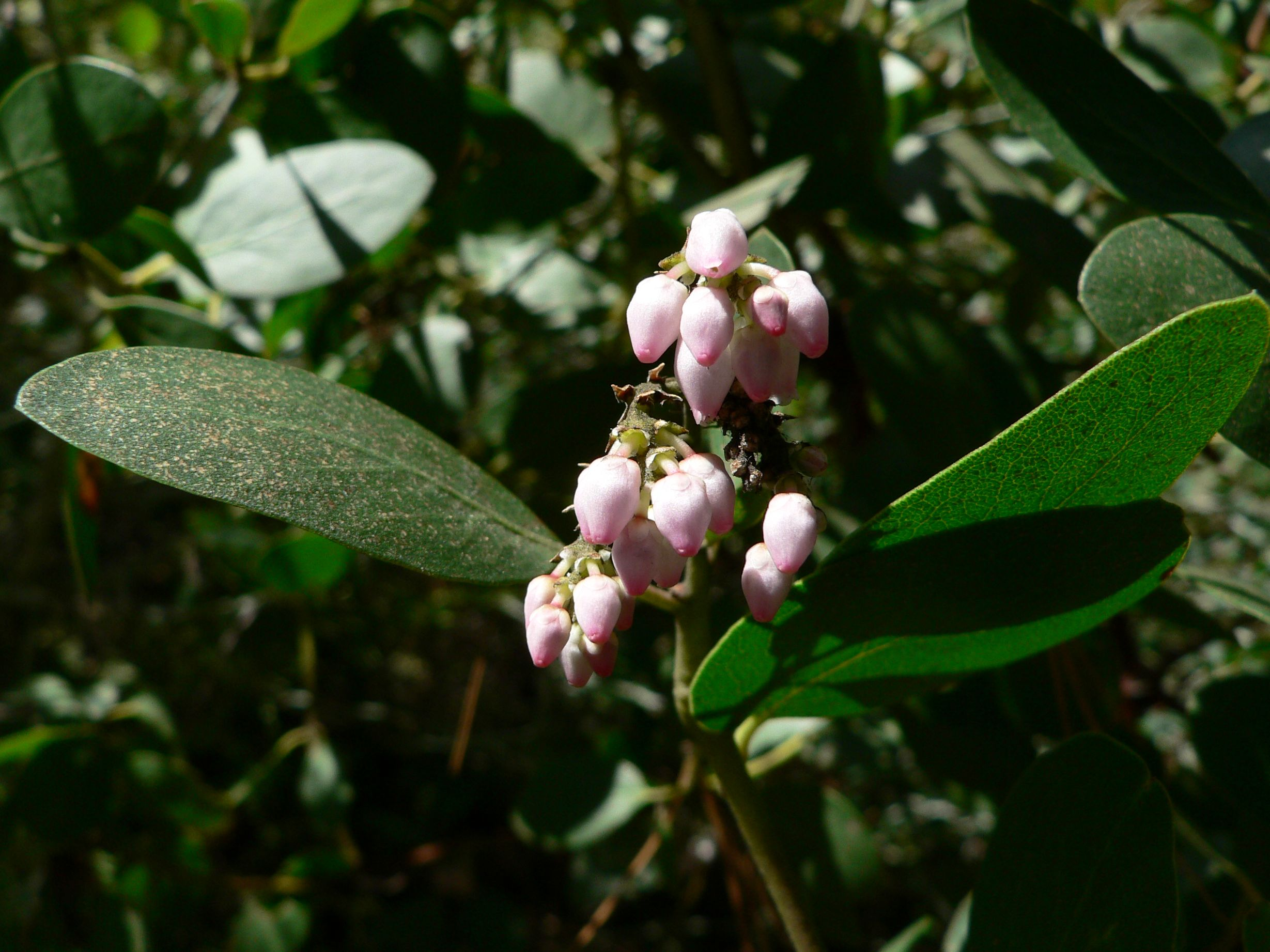
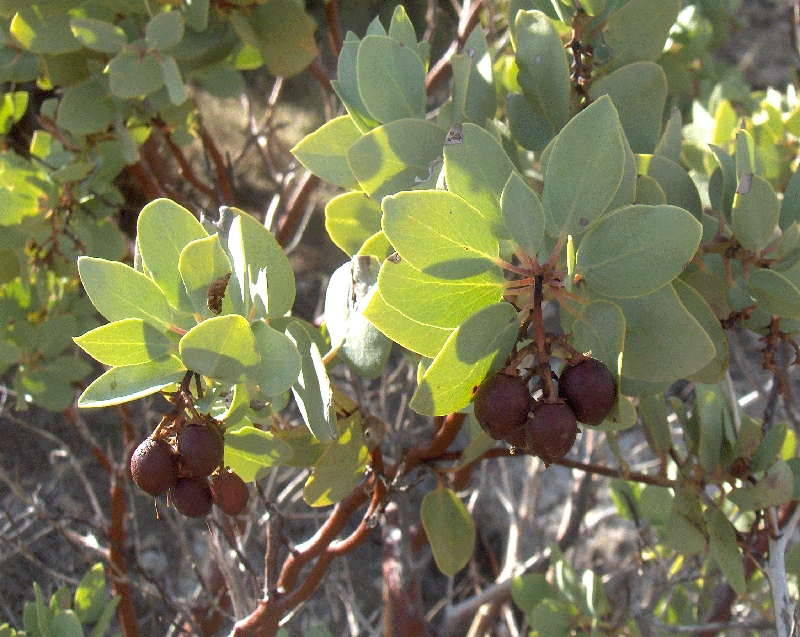
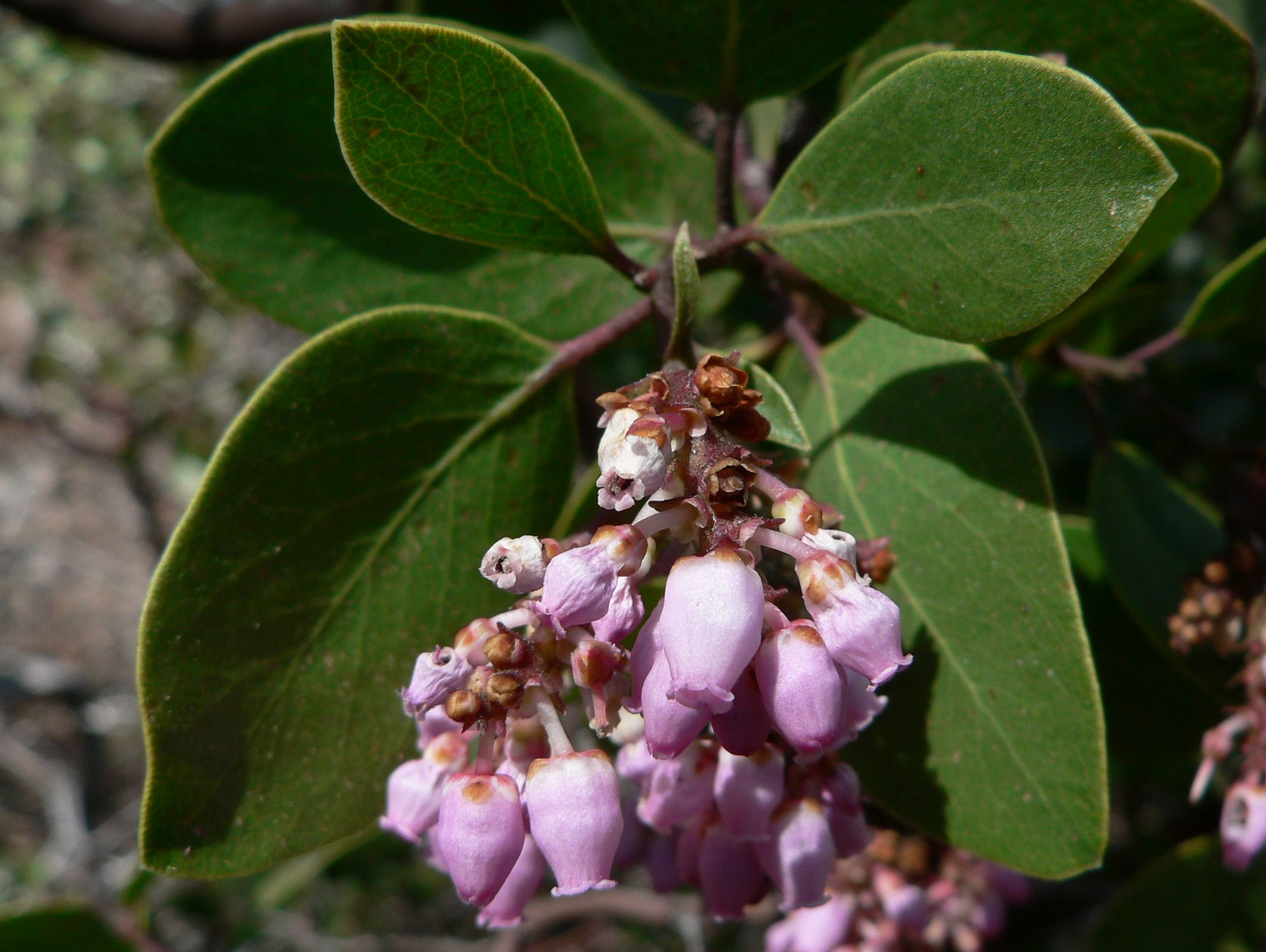
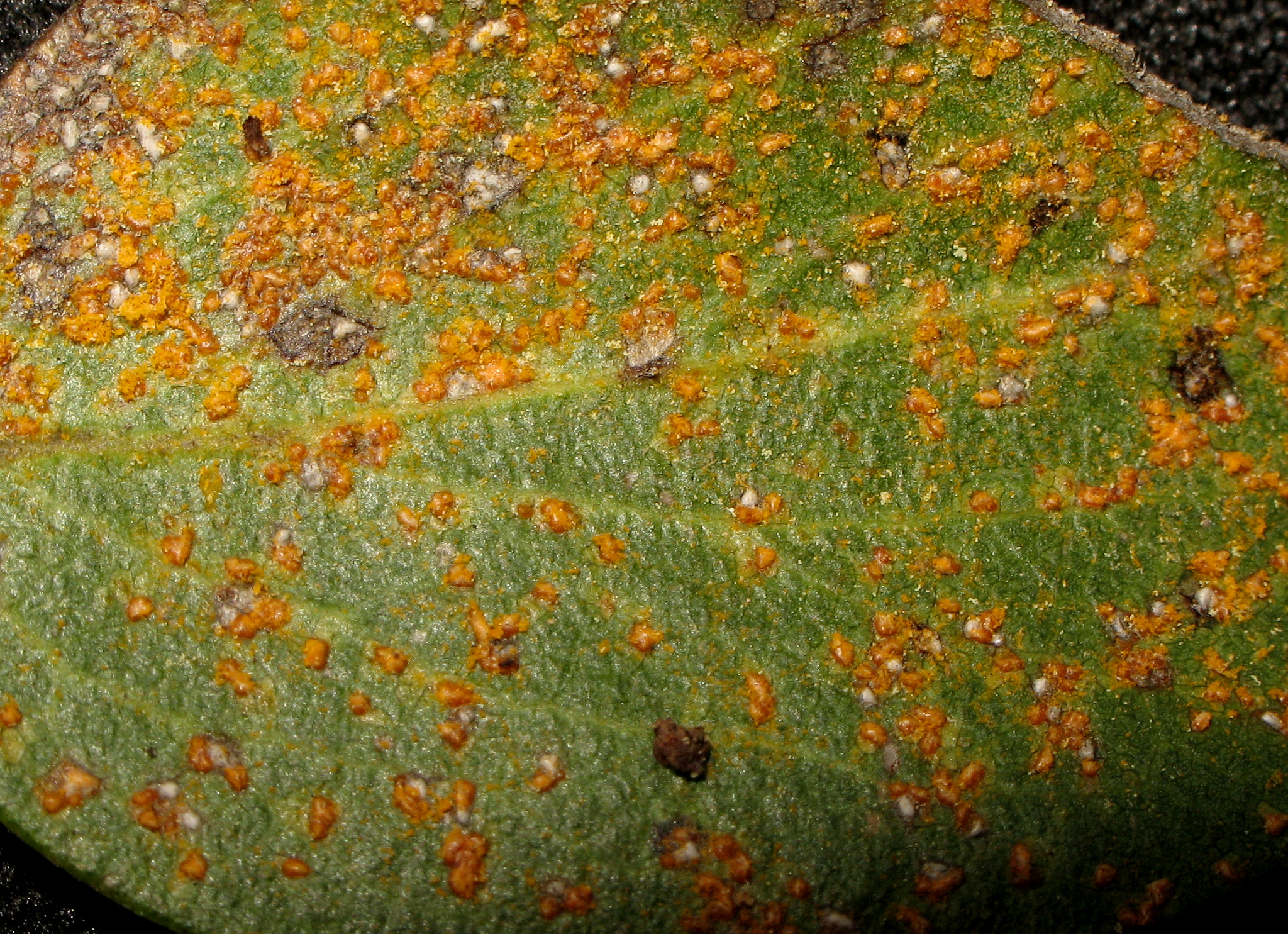